# Font de la Pola
La Font de la Pola de Mura, situada dins d'una balma del mateix nom a les cingleres de la serra de Tres Creus, al Parc Natural de Sant Llorenç del Munt i l'Obac. Voltada d'un bosc d'alzines, compta amb un parell de taules i bancs de formigó; la font esta ben arranjada i normalment sempre té aigua.
Aquesta font neix al fons d’una llarga balma situada a l’oest del turó de Tres Creus o de la Pola. Compta amb un dipòsit tancat amb aixeta, una cubeta per acumular aigua, les restes de paret per tancar un tram eixut de la balma i amb un parell de taules i bancs de formigó; la font esta ben arranjada i normalment sempre té aigua i que històricament ha estat molt aprofitat pel mas que durant molt temps va existir en aquest indret, pels pastors i el bestiar que voltaven per la Porquerissa i pels boscaters i carboners.
La font de la Pola és el naixement del torrent de la Cansalada, a la capçalera de la riera de Matarrodona que s'ajuntarà amb la de Santa Creu i desembocarà al riu Llobregat al Pont de Vilomara.
El que ara trobem es fruit del que van fer alguns excursionistes de la Joventut Terrassenca i caçadors que van realitzar a finals dels anys 20 obres de condicionament de la balma de la Pola amb la finalitat que la deu tingués aigua tot l'any i que davant seu hi hagués una àrea d'esbarjo per poder descansar, passar llargues estones i jugar a cartes. També van fer un rebost on hi guardaven estris per cuinar, plats, coberts i menjar. Durant els primers anys, tot l'espai estava també ocupat pels carboners que com a dormitoris, aprofitaven les balmes existents a la cinglera de la Pola i els Castellots de Tanca.